# Huawei Y6 2018
Huawei Y6 2018 та Huawei Y6 Prime 2018 — бюджетні смартфони із серії «Y» компанії Huawei, що були анонсовані у квітні та червні 2018 року відповідно. Основними відмінностями Prime-моделі порівняно з базовою є більша кількість пам'яті в максимальній конфігурації та покращена передня камера.
Навесні 2018 року був представлений Honor 7A (не плутати з Honor 7S, який продавався в Україні як Honor 7A), який відрізняється від Huawei Y6 Prime 2018 зміненим оформленням задньої панелі, покращеним процесором та наявністю другого об'єктива основної камери в індійській моделі. В Україні Honor 7A з одним об'єктивом тилової камери був представлений як Honor 7A Pro, а з подвійним — як Honor 7C (не плутати з Honor 7C, що продавався в Україні як Honor 7C Pro), що на додаток отримав чип NFC. В Китаї індійська версія Honor 7A продавалася як Honor Play 7A. Також 29 березня 2018 року в Китаї був представлений Huawei Enjoy 8e з характеристиками як в Honor Play 7A але оформленням як в лінійки Huawei Y6 2018.
Роздрібна Huawei Y6 2018 в Україні на листопад 2018 року становить 3 999 грн.

## Зовнішній вигляд

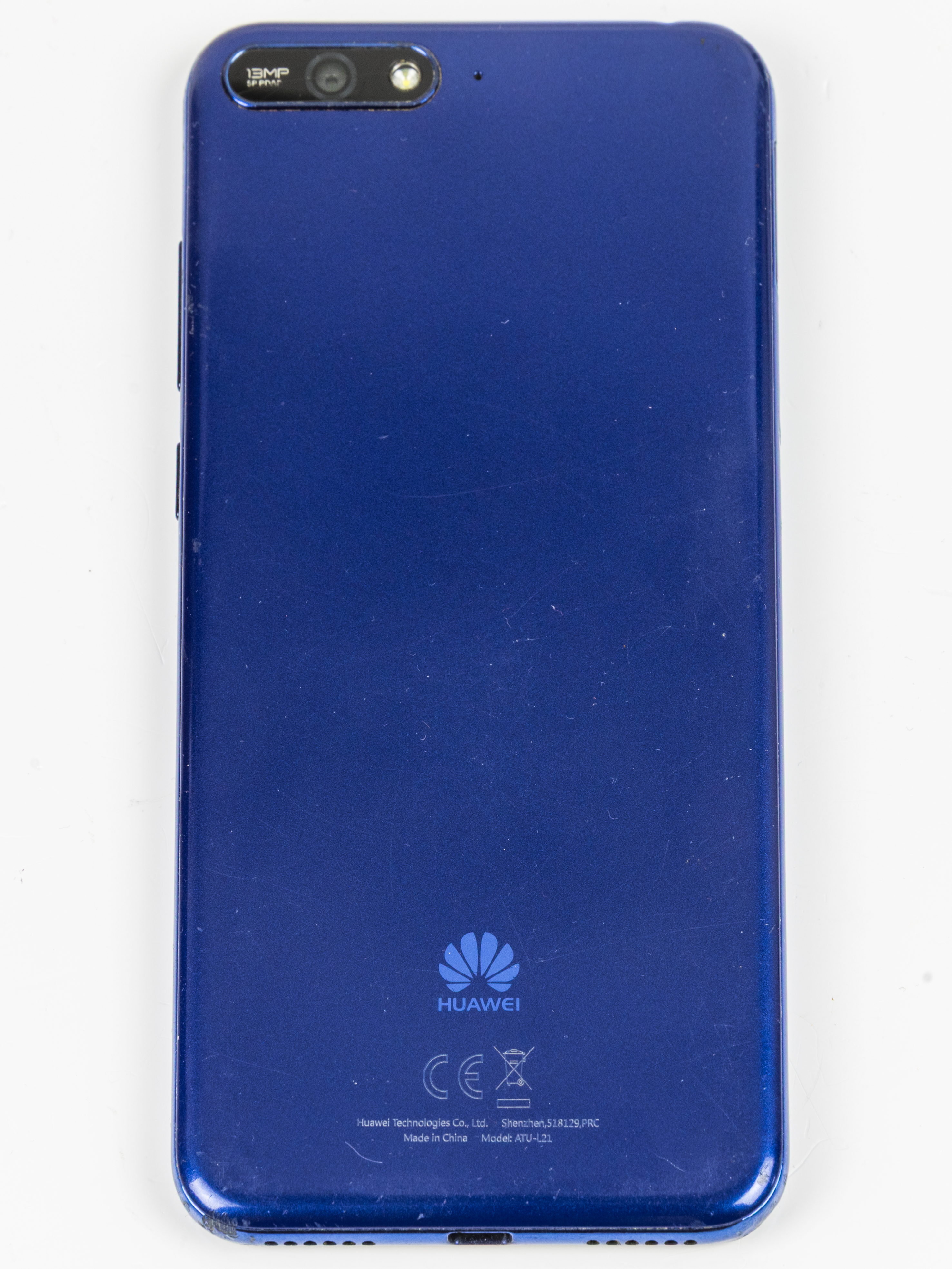
Задня панель Huawei Y6 2018 в синьому кольорі

Передня панель виконана зі скла, а корпус — з пластику.
Знизу знаходяться роз'єм microUSB і сітки динаміка та мікрофона, зверху — 3,5 мм аудіороз'єм, зліва — лоток під 2 SIM-картки і карту пам'яті, а справа — гойдалка регулювання гучності та кнопка блокування. Над дисплеєм розташовані фронтальна камера зі спалахом, розмовний динамік і датчик освітленості/наближення, а під дисплеєм — логотип. На тильній стороні — трохи виступлений над задньою панеллю острівець одинарної/подвійної камери із світлодіодним спалахом, додатковий мікрофон та логотип.
Huawei Y6 2018, Y6 Prime 2018, Honor 7A/7A Pro/7C та Honor Play 7C мають 3 варіанти кольорів: чорний, синій і золотий, а Huawei Enjoy 8e має на додаток глянцевий рожевий варіант кольору.

## Апаратне забезпечення
Huawei Y6 2018 та Y6 Prime 2018 побудовані на базі Qualcomm Snapdragon 425 з 4 ядрами Cortex-A53 частотою 1,4 ГГц і графічним процесором Adreno 308, а Huawei Enjoy 8e та моделі Honor — на базі Snapdragon 430 з 8 ядрами Cortex-A53 (4 × 1,4 ГГц і 4 × 1,1 ГГц) і графічним процесором Adreno 505. Huawei Y6 2018 був доступний в конфігураціях 2/16 ГБ та 3/16 ГБ, Y6 Prime 2018 та Honor 7A — 2/16 ГБ та 3/32 ГБ, Enjoy 8e та Honor 7C — 3/32 ГБ, Honor 7A Pro — 2/16 ГБ, а Honor Play 7A — 2/32 ГБ та 3/32 ГБ. Вбудована пам'ять може бути розширена завдяки карті пам'яті microSD до 256 ГБ.
Смартфони отримали 5.7-дюймовий S-IPS-екран з роздільною здатністю 1440 × 720 пікселів і співвідношення сторін 18:9 (~282 ppi).
Huawei Y6 2018, Y6 Prime 2018 та Honor 7A/7A Pro отримали основну камеру 13 Мп з діафрагмою f/2.2 і фазовим автофокусом. Huawei Enjoy 8e, індійський варіант Honor 7A та Honor Play 7A на додаток мають сенсор глибини на 2 Мп з діафрагмою f/2.4. Також Y6 2018 отримав фронтальну камеру на 5 Мп, а всі інші моделі — на 8 Мп з діафрагмою f/2.0. У всіх моделей передня камера також використовується для функції Face Unlock.
Акумулятор Li-Ion незнімний, ємністю 3000 мА·год.
Підтримує стандарти зв'язку: 4G/LTE (B1/3/7/8/20); 3G/WCDMA 900/2100 МГц; GSM GPRS/EDGE 900/1800.
Бездротові інтерфейси: Wi-Fi 802.11 b/g/n, Bluetooth 4.2, Смартфони підтримують навігаційні системи: GPS, A-GPS, ГЛОНАСС. Мають FM-радіо, роз'єм micro-USB та аудіовихід для навушників.

## Програмне забезпечення
Смартфони працюють на операційній системі Android 8.0 (Oreo) з графічною оболонкою EMUI 8.0.
Телефони підтримують аудіоформати AMR-NB, AAC, AAC+, eAAC+/ формат файлу:*.mp3, *.mp4, *.4gp, *.ogg, *.amr, *.aac, *.flac, *.wav та формати відео: *.3gp, *.mp4, *.wmv, *.asf.